# تیت اند لایل
تیت اند لایل (به انگلیسی: Tate & Lyle) شرکت مواد غذایی بریتانیایی است، که در سال ۱۹۲۱ از ادغام دو شرکت هنری تیت اند سانز و آبرام لایل اند سانز تأسیس شد.
تولیدات شرکت تیت اند لایل شامل نشاسته، الکل، سیتریک اسید، سوکرالوز، فیبر غذایی، فروکتوز، صمغ عربی و شربت ذرت می‌باشد.
دفتر مرکزی این شرکت در شهر لندن، بریتانیا قرار دارد و بخشی از سهام آن در بازار بورس لندن معامله می‌شود.